# Edmund Risse
Edmund Risse (* 24. August 1835 in Duisburg; † 9. März 1891 in Berlin) war ein deutscher Fotograf, Lithograf, Unternehmer und Hoffotograf des Kronprinzen und der Kronprinzessin des Deutschen Kaiserreichs und des Königreichs Preußen, später auch von Kaiser Wilhelm II. und dessen Gemahlin Auguste Viktoria von Schleswig-Holstein-Sonderburg-Augustenburg sowie von Wera von Württemberg, Großfürstin von Russland. Er gilt als erster und einer der wichtigsten Fotografen der Nordseeinsel Norderney.

## Leben und Wirken

### Herkunft und Ausbildung
Edmund Risse wurde als viertes Kind des Lithografen Peter Risse und dessen Ehefrau Adolphine, geborene Reutzenberger, in eine Familie der bürgerlichen Mittelschicht hineingeboren. Nachdem er in seiner Geburtsstadt Duisburg als Lithograf gearbeitet hatte, reiste er schon als Jugendlicher in den 1840er Jahren nach Paris, wo er sich mit der gerade erst erfundenen Fotografie beschäftigte. Zwei seiner Geschwister wurden später ebenfalls Fotografen.
Nach seiner Hochzeit und der Geburt von zwei Kindern durchlief Risse in Amsterdam eine handwerkliche Ausbildung als Fotograf. Als ab 1860 allmählich der fototechnische „Übergang vom Unikatverfahren Daguerres zu einem inzwischen schon [… annähernd] ausgereiften Negativ-/Positiv-Verfahren mit Glasnegativen und beschichteten Kohlepapieren weitgehend abgeschlossen war“ unterhielt Risse ebenfalls ab 1860 ein Atelier auf Norderney, wenngleich in einer späteren Annonce das dortige Gründungsdatum 1857 angegeben wurde.

### Frühe geschäftliche Tätigkeiten
In Hannover investierte Risse sein ganzes Kapital in das Atelier Küster & Risse, verlor dann aber durch betrügerische Manipulationen seines Kompagnons sein gesamtes Geld. Risse kündigte daraufhin die Teilhaberschaft mit Küster. In Norden (Ostfriesland) bezog Risse dann ein Atelier unter der Adresse Neuer Weg 121, anfangs mangels Kapital mutmaßlich noch alleine.
Nachdem Edmund Risse jedoch bereits für Persönlichkeiten des Hofstaates in Hannover tätig gewesen war, hatte er es vor der notwendigen Konzessionierung seiner beabsichtigten gewerblichen Aktivitäten in Ostfriesland versäumt, sich von der hannoverschen Obrigkeit ein Sittenzeugnis ausstellen zu lassen. Mit Verweis auf die Ablichtungsbitten von ostfriesischen Honoratioren und offenbar auch hochgestellter Personen aus Hannover, die während der Saison in der Sommerfrische auf Norderney angeblich von Risse fotografiert werden wollten, erlaubte es sich Risse selbstbewusst und trotz fehlender Unterlagen, die Landdrostei Aurich „[…] um möglichste Beschleunigung“ seines Konzessionsgesuches zu bitten.
Vom 30. April 1862 stammt die erste Werbeanzeige Risses für Aurich im Amtsblatt für die Provinz Ostfriesland auf der Seite 1000, auf der er auf ein Versprechen seines dortigen Aufenthaltes vor der Weiterreise nach Norderney hinwies und als „Photograph a. Hannover“ zeichnete. Mutmaßlich erhoffte er sich mit Verweis auf den hannoverschen Sitz seines Unternehmens die Erschließung einer gut betuchten Klientel, der zahlungskräftigen „besseren Gesellschaft“.
Nachdem Risse spätestens 1863 Teilhaber der Firma Risse & Blind in Gladbeck war, wurde er im selben Jahr von dort kommend in die Fremdenliste Norderneys eingetragen.

### Ausbau und Erweiterung des Gewerbes
In den Jahren 1864 bis 1866 arbeitete Risse abermals in Amsterdam, diesmal als Fotograf für das dort ansässige Studio von Tresling & Co. In dieser Zeit erhielt er am 13. März 1865 vom Rijksmuseum Amsterdam die Genehmigung zum Ablichten von Gemälden aus der Sammlung des Museums. Nachdem sich die Erwerbsmöglichkeiten in den Niederlanden für die Familie jedoch als begrenzt erwiesen, siedelte Risse zur Zeit der aufblühenden Industrialisierung zur Existenzgründung nach Frankfurt am Main über.
Etwa ab 1867 schuf sich Risse ein zweites Standbein, hatte sich spätestens ab 1868 wirtschaftlich offenbar wieder erholt, so dass er in einer Anzeige im Ostfriesischen Courier vom 26. November des Jahres die Angliederung einer Lithographischen Anstalt an sein Atelier in Norden bekannt gab. Als Leiter der Druckerei stellte er den Lithographen Carl. F. Rojewski ein, trug sich im Folgejahr 1869 sogar mit der Absicht, gemeinsam mit dem in Norden tätigen Apotheker Anton Sander unter der Adresse Große Hinterlohne eine Fabrik für fotografisches Papier einzurichten. Ebenfalls 1869 verlegte Risse sein Atelier jedoch von Norden nach Hamm, kündigte seinen nur noch tageweisen Aufenthalt in Norden dann jeweils über die Tageszeitung an.
Unterdessen dokumentierte Risse, der auch Reproduktionen singulärer Daguerreotypien etwa auf Papier sowie Stereotypien anbot, ab 1868 in der Badezeitung von Norderney in großformatigen Anzeigen sein Leistungsangebot, erinnerte an sein „bei den hohen und höchsten Herrschaften“ erworbenes Renommee. Und tatsächlich verkündete das Norder Stadtblatt Nummer 67 vom 21. August 1869 von Risses Ehrung und Titel-Verleihung auf Norderney: Kaum zwei Jahre vor der Ausrufung des Deutschen Kaiserreichs war Edmund Risse von dem preußischen Kronprinzen und späteren deutschen Kaiser Friedrich III. und dessen Gemahlin Victoria von Großbritannien und Irland zu deren Hoffotografen erhoben worden.
In den 1870er Jahren war Risse zudem als Industriefotograf tätig, unter anderem für den Bochumer Verein für Bergbau und Gußstahlfabrikation.
Ein weiteres Engagement Risses in der Stadt Norden ist ungeklärt; auf Norderney stellte er ab 1875 allerdings den aus Wien stammenden Landschaftsfotografen S. Urbanyi, der laut der Badezeitung in der Saison auf der Nordseeinsel zweimal wöchentlich „[…] bei gutem Wetter nachmittags während des Concerts vor dem Großen Logirhause eine Total=Aufnahme der H.H. Gesellschaft aufzunehmen [hatte], wovon Exemplare der gefälligen Abnahme empfohlen werden.“

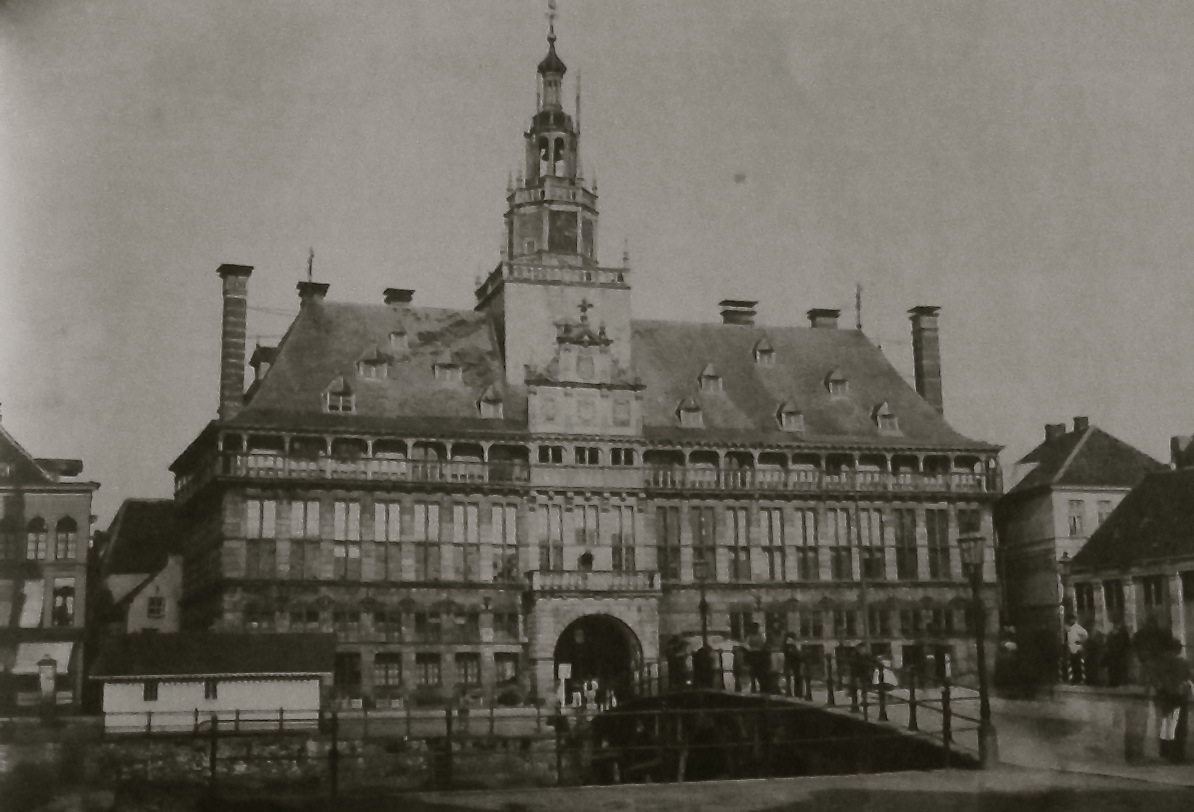
Das Emder Rathaus, ebenda;
Foto von Risse um 1880, Privatbesitz

Ebenfalls ab 1875 bot Risse als neueste Spezialität Fotografien auf Alba-Platten, ab 1876 auch die jüngst patentierten Chromotypien und Lambertypien sowie Lichtbilder „auf Malerleinwand, Seide, Leder, [in] Perlmuttmuscheln, [auf] Holz, Elfenbein [und] Milchglas“ sowie Porzellan. Noch im selben Jahr eröffnete er ein weiteres Atelier in Bad Ems in der Villa Vichy nahe dem Bahnhof.

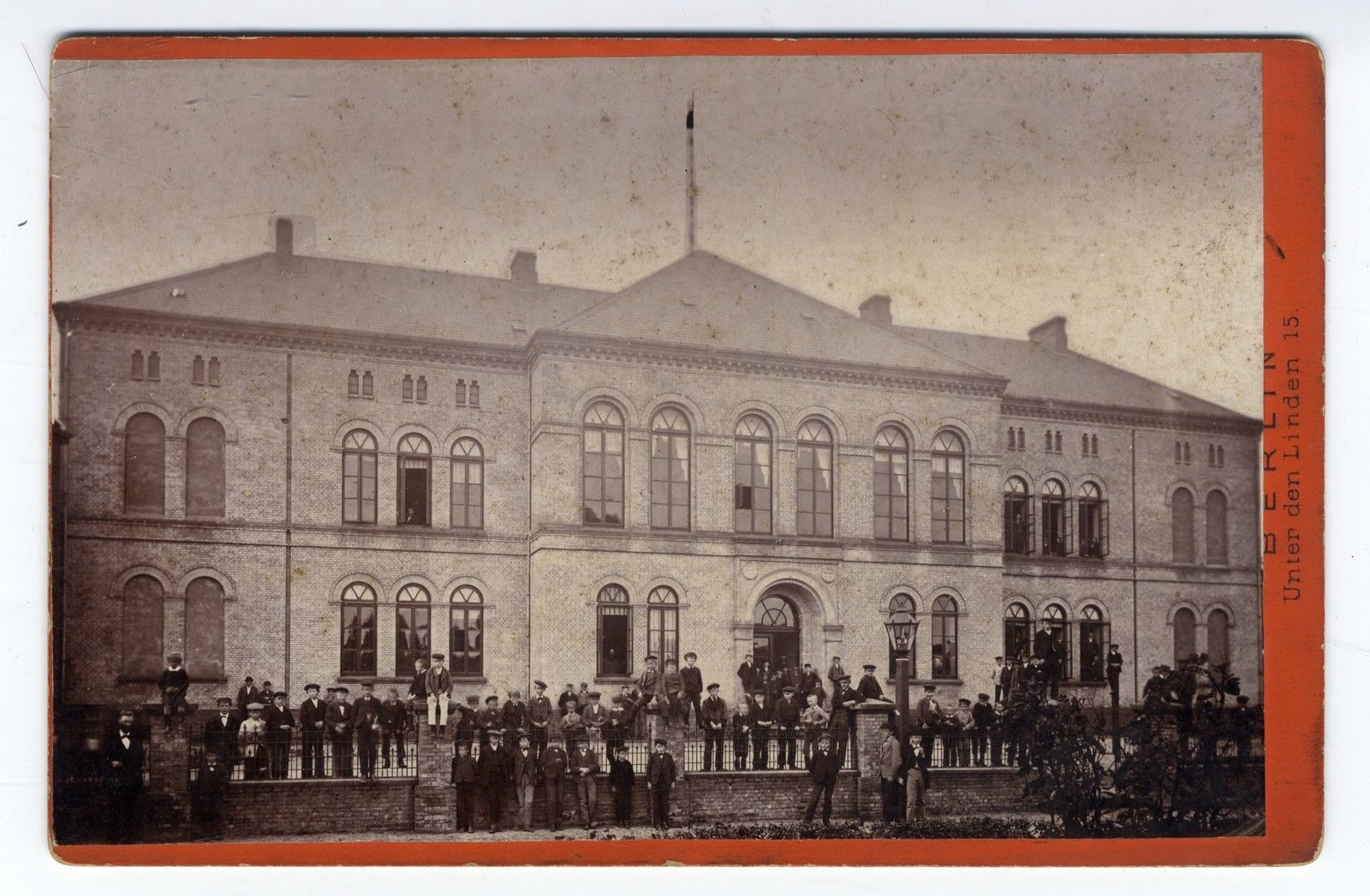
Schüler vor ihrer Schule in Berlin;
Carte de Visite (CDV), circa 1880 bis 1883, Atelieradresse Risses: Unter den Linden 15

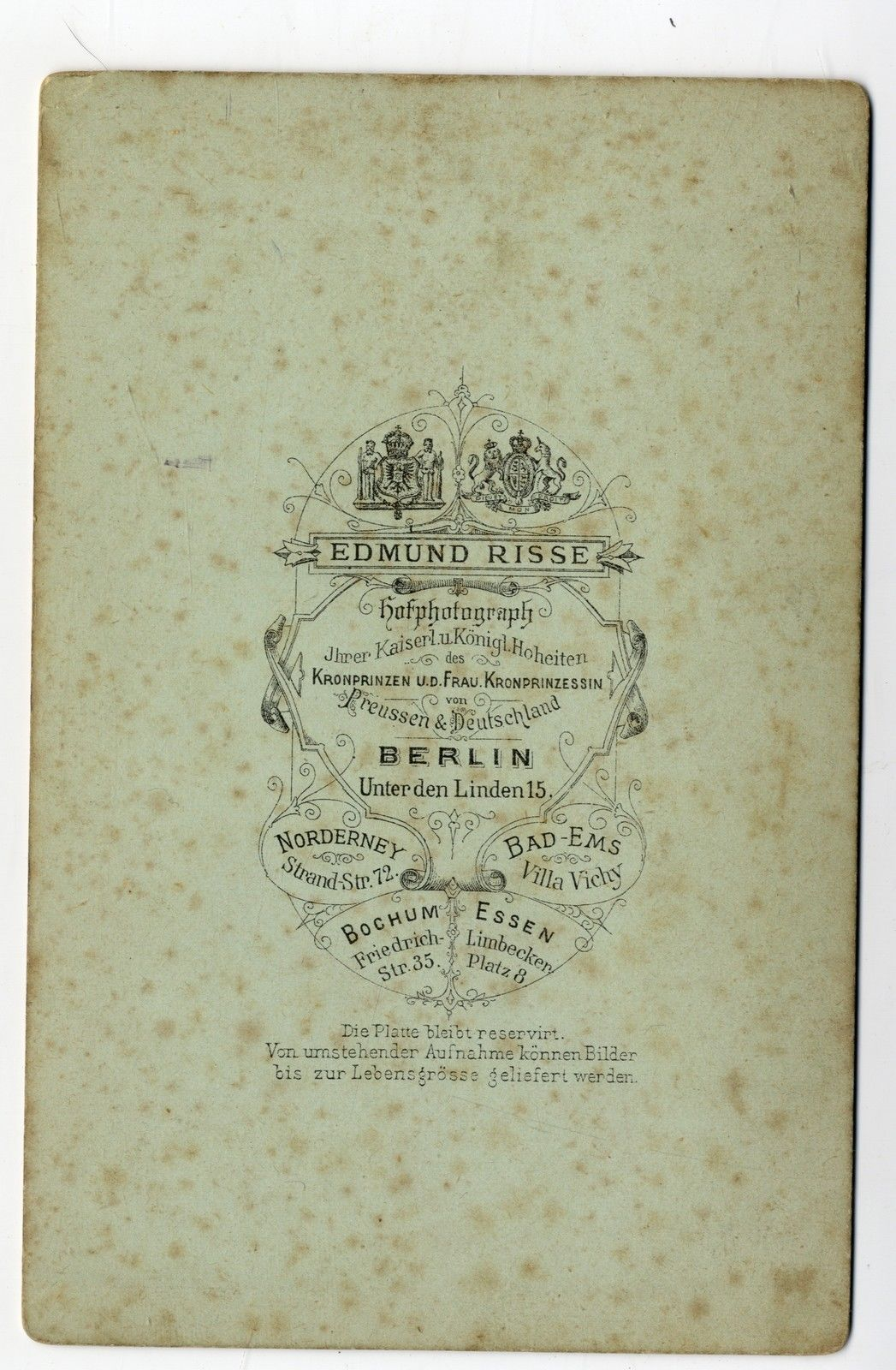
Revers der Berliner CDV;
mit Adressen von Norderney: Strandstraße 2; Bad Ems: Villa Vichy; Bochum: Friedrichstraße 35, Essen: Limbecker Platz 8

In den frühen Jahren der Gründerzeit hatte Risse zudem bereits einige Auszeichnungen und Medaillen verliehen bekommen, als er 1879 in Berlin, wohin er im selben Jahr seinen Hauptwohnsitz verlegte, ein weiteres Atelier eröffnete: Im Hause Unter den Linden 11 fand sich der selbstbewusste Fotograf in der Nähe des Berliner Stadtschlosses, und laut dem Adressbuch der kaiserlichen Hauptstadt zugleich in direkter Konkurrenz mit acht Mitbewerbern in der Straße, von denen fünf ebenfalls Hoffotografen waren. Ein Foto im Kabinettformat aus Privatbesitz zeigt das scheinbar unbeteiligte Ehepaar Risse im Hintergrund des Atelierzimmers, wie üblich „vollgestellt mit allen möglichen Versatzstücken bürgerlicher Wohnkultur“, mit Möbeln und Teppichen sogar an den Wänden sowie allerlei Zierrat. Lediglich das in die Mitte der Szenerie gesetzte großformatige Porträt von Kaiser Wilhelm II. deutet den Stolz auf einen durch Können, Beharrlichkeit und Fleiß erworbenen Titel des Hoffotografen an, auf den Edmund Risse in allen Anzeigen seit 1869 aufmerksam machte.
Laut dem Ostfriesischen Courier vom 27. Mai 1882 hatte ihm die Großherzogin von Oldenburg „[…] für die wohlgelungene Aufnahme der Herzogin Sophie Charlotte eine Tuchnadel mit ihren in Brillanten ausgeführten Initial überreichen lassen“.
Risse hatte seine Titel zwar für seine Porträtaufnahmen erhalten, arbeitete nebenbei aber auch als Landschaft- und Architekturfotograf: 1884 und ein Jahrzehnt später erschienen zwei Serien seiner Aufnahmen von Norderney. Die Buchhandlung Dietrich Soltau verkaufte ab 1884 das Album von Norderney mit zwölf Photolithografien nach Original-Aufnahmen des Hof-Photographen E. Risse aus Berlin.

### Spätes Wirken und Nachlass
Schließlich war Risse so vermögend geworden, dass er 1888 auf Norderney, wo er seinerzeit in der Strandstraße 1 „vis-a-vis der Post und Schuchardt's Hotel“ sein Atelier unterhielt, vor Ort ein neues, eigenes Hotel erbauen lassen konnte, wo er anfangs auch wohnte und das zunächst von Bruno Risse geführt wurde. Später zog Edmund Risse aus dem Hotel aus und erweiterte seine Norderneyer Aktivitäten auf nunmehr zwei Atelier-Filialen; die eine am Markt gelegen, die andere im Logirhaus Germania in der Kaiserstraße 1, die von seiner Ehefrau Dorothea geführt wurde.
Im jungen Alter von 55 Jahren starb Edmund Risse 1891 an einem Herzinfarkt, mutmaßlich durch sein rastloses Leben als Unternehmer-Fotograf. Seiner Familie konnte er ein beachtliches Vermögen hinterlassen. Ungeklärt ist, ob das 1894 mit „[…] 16 Augenblicksbildern von Hofphotograph Ed. Risse“, erschienene zweite Fotoalbum von Norderney noch von ihm selbst und alleine angefertigt wurde oder im Auftrag der Wittwe, die das Unternehmen unter gleichem Namen bis 1902 weiterführte.
So war es wohl Dorothea Risse, die für ihren Mann posthum in der Norderneyer Fremdenliste Nr. 5 vom 13. Juli 1893 eine wohl nicht ganz korrekte Anzeige schaltete mit der Angabe „Erstes und ältestes Geschäft am Platze. Gegründet 1857.“ Die Hervorhebung einer jahrzehntelangen Tradition des Unternehmens beabsichtigte wohl die Abgrenzung gegen seinerzeitige Mitbewerber vor Ort, die Gebr. Barges, Fritz Gärtner, Gottfried Sasse und Hermann Week. Unter den zahlreichen Fotografen, die im 19. Jahrhundert Fililalketten in Ostfriesland betrieben, gehörten neben Risse die ebenfalls als Hoffotografen auftretenden Unternehmer Jean Baptiste Feilner und Fritz Gärtner.
Wenngleich Edmund Risse als einer der wichtigsten Fotografen des Nordseebades Norderney gilt, so war es doch Gottfried Sasse, der in einer Anzeige in der Fremdenliste vom 28. Juni 1890 auf sein eigenes Unternehmen hinwies, das er ständig und nicht nur während der (Sommer-)Saison auf der Insel unterhielt. So wurde schließlich Sasse der wichtigste Porträtist der auf der Insel lebenden und arbeitenden Norderneyer Bürger.

## Weitere Filialstandorte
Risse zudem Filialen an Standorten wie:
- Bochum: Friedrichstraße 35[1]

## Bekannte Werke (Auswahl)
- 1884 und 1894: Album von Norderney[1]
- Fotografien in der Sammlung der Universitätsbibliothek Leiden[5] , in der Fotosammlung des Ostfriesischen Landesmuseums in Emden[8] , sowie im Stadtarchiv Norderney[8]
- Fotografien in Privatbesitz:
  - „Das Atelier von Edmund Risse in Berlin, Unter den Linden 11“
  - Brustbild von „Edmund Risse mit der ihm von der Großherzogen von Oldenburg verliehenen Ehrennadel“ an der Krawatte
  - Edmund Risse auf dem Totenbett[2][9]

## Archivalien
Archivalien von und über Edmund Risse und die seiner Familie:
- Staatsarchiv Aurich:
  - Eine Akte um oder vor dem Jahr 1862, Signatur Rep 15 5763;
  - Rep 15 5350;
  - Dep 60 255 1889, „Acta die Errichtung einer Fabrik für fotografische Papiere betreffend“[2]